# Березовецкие Выселки
Березовецкие Выселки — хутор в Поныровском районе Курской области России. Входит в состав Первомайского сельсовета.

## География
Расположен, в пределах северной части Донецко-Днепровского водораздела Среднерусской возвышенности, в лесостепной зоне, на реке Полевая Снова, фактически примыкая к деревне Прилепы, от которой разделяет автодорога, и к центру сельского поселения — селу Первомайское; между ними находится мелководная река.

### Климат
Климат характеризуется как умеренно континентальный, с тёплым летом и умеренно холодной зимой. Среднегодовая температура — 5 °C. Средняя температура воздуха самого тёплого месяца (июля) — 19,3 °C (абсолютный максимум — 37 °C); самого холодного (января) — −9 °C (абсолютный минимум — −38 °C). Среднегодовое количество атмосферных осадков составляет 650 мм, из которых 460 мм выпадает в тёплый период.

## История
Согласно Закону Курской области от 21 октября 2004 года № 48-ЗКО «О муниципальных образованиях Курской области» входит в образованное муниципальное образование Первомайский сельсовет.

## Население
| 2010 |
| ---- |
| 50   |

### Национальный состав
Согласно результатам переписи 2002 года, в национальной структуре населения русские составляли 97 % из 74 человек.

### Гендерный состав
В 2010 году проживали 50 человек — 27 мужчин и 23 женщины (54,0 % и 46,0 % соответственно).

## Инфраструктура
Личное подсобное хозяйство.

## Транспорт
Доступен автомобильным транспортом. Выезд на автодорогу «Поныри — Первомайское» (идентификационный номер 38 ОП МЗ 38Н-540).